# Немирська сільська рада
| Немирська сільська рада — орган місцевого самоврядування у Рожищенському районі Волинської області з адміністративним центром у с. Немир. Історична дата утворення: 22 грудня 1986 року. Водоймища на території, підпорядкованій даній раді: річка Стохід. Сільській раді підпорядковані населені пункти: - с. Немир - с. Раймісто |

## Склад ради
Рада складається з 16 депутатів та голови.

### Керівний склад ради
| ПІБ                         | Основні відомості                                                    | Дата обрання | Дата звільнення |
| --------------------------- | -------------------------------------------------------------------- | ------------ | --------------- |
| Біланюк Володимир Дмитрович | Сільський голова, 1952 року народження, освіта, член народної партії | 26.03.2006   | 31.10.2010      |
| Карась Оксана Миколаївна    | Сільський голова, 1971 року народження, освіта вища, позапартійна    | 31.10.2010   |                 |

Примітка: таблиця складена за даними джерела

## Населення
Згідно з переписом УРСР 1989 року чисельність наявного населення сільської ради становила 710 осіб, з яких 324 чоловіки та 386 жінок.
За переписом населення України 2001 року в сільській раді мешкало 708 осіб.

### Мова
Розподіл населення за рідною мовою за даними перепису 2001 року:
| Мова       | Відсоток |
| ---------- | -------- |
| українська | 99,73 %  |
| білоруська | 0,14 %   |
| російська  | 0,14 %   |